# Diego Muñoz Camargo
Diego Muñoz Camargo (geb. zwischen 1525 und 1529 in Tlaxcala; gest. zwischen 1599 und 1613 ebenda) war ein mexikanischer Chronist tlaxcaltanischer Abstammung. Er war Verfasser einer Chronik über die Provinz Tlaxcala, einem illustrierten Kodex, der die religiöse, kulturelle und militärische Geschichte des tlaxcaltanischen Volkes beleuchtet.

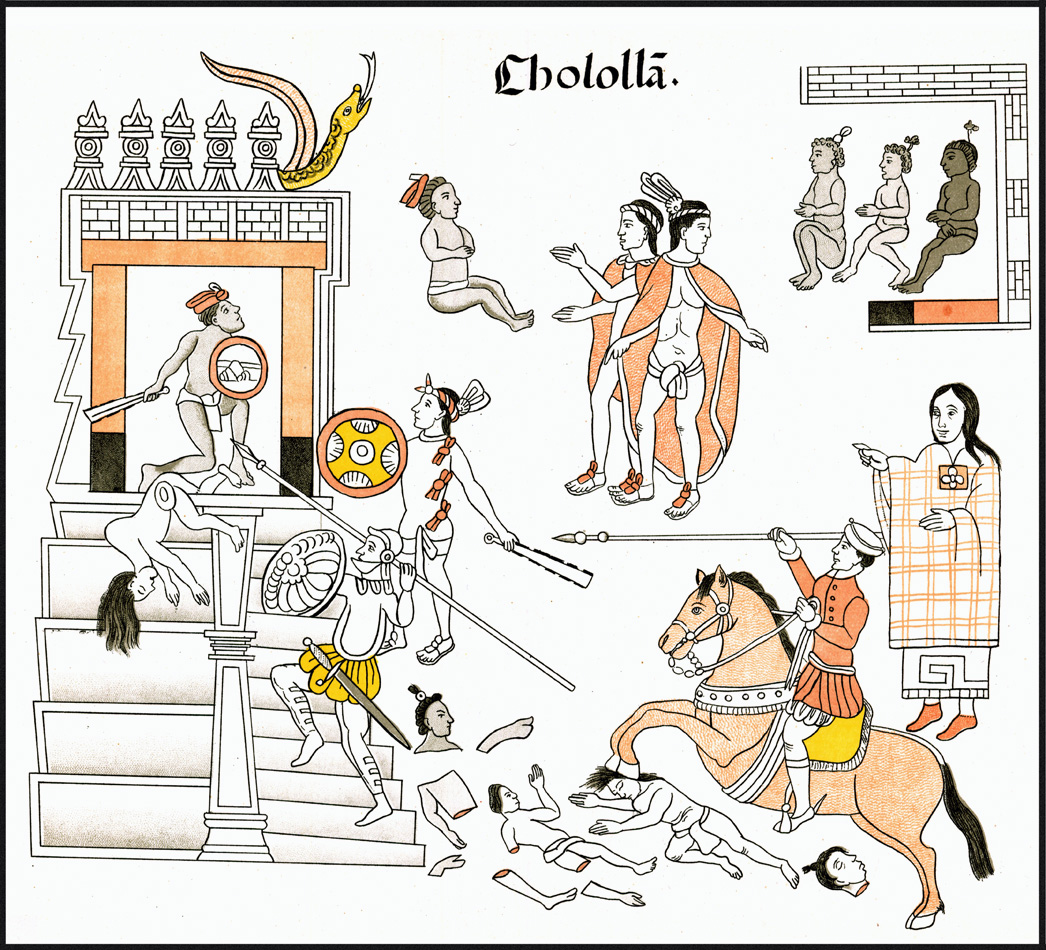
Das Massaker von Cholula, nach dem Lienzo de Tlaxcala

## Leben
Diego Muñoz Camargo wurde im spanischen Kolonialland Mexiko als Sohn eines spanischen Vaters und einer indianischen Mutter geboren. Er verbrachte seine ersten Jahre mit seinem Vater in der Hauptstadt des Vizekönigreichs. Dort erhielt er eine ähnliche Ausbildung wie die Kinder anderer Spanier in Neuspanien. 1545 zog er nach Tlaxcala, wo er eine Frau aus dem örtlichen indigenen Adel, Leonor Vázquez, heiratete, mit der er zwei Kinder hatte.
Er fungierte als offizieller Dolmetscher für die Spanier, insbesondere für die Franziskaner. Er war auch ein bedeutender Chronist und gehörte zusammen mit Fernando de Alva Ixtlilxóchitl und Fernando Alvarado Tezozomoc zu einer Gruppe von Mestizen-Chronisten. Seine Historia de Tlaxcala (Geschichte von Tlaxcala), eine Chronik über die Provinz Tlaxcala, ist eine wichtige Quelle für Tlaxcala, Mexiko.
Muñoz Camargo war ein Geschäftsmann, der gewinnbringende interkulturelle Unternehmen gründete. Er war dazu in der Lage, weil seine Mutter und seine Frau dem tlaxcalischen Adel angehörten und sein Vater einer der ersten spanischen Eroberer Mexikos war. Er war auch in anderen Bereichen sehr aktiv. Neben seinen geschäftlichen Tätigkeiten war er als Tutor für die Seminaristen tätig, die Álvar Núñez Cabeza de Vaca mit nach Mexiko brachte, er brachte die Tlaxcalteken-Volkgruppe in den Norden des Chichimeken-Landes, angeblich um sie zu "zivilisieren", und er interessierte sich sehr für spanische Chroniken, die er zusammen mit tlaxcalanischen Manuskripten in einen historischen Rahmen stellte. Dies führte dazu, dass er einer der ersten spanischsprachigen Chronisten von Tlaxcala wurde.
Das Blutbad von Cholula stellte die Historia de Tlaxcala aus der Sicht der mit Hernán Cortés verbündeten Tlaxcalteken dar.

## Werke
- Historia de Tlaxcala